# Cratoxylum
Cratoxylum, biljni rod iz porodice goračevki  (Hypericaceae) raširen po jugoistočnoj Aziji. Sastoji se od sedam priznatih vrsta

## Vrste
1. Cratoxylum arborescens (Vahl) Blume
2. Cratoxylum cochinchinense (Lour.) Blume
3. Cratoxylum formosum (Jack) Benth. & Hook.f. ex Dyer
4. Cratoxylum glaucum Korth.
5. Cratoxylum maingayi Dyer
6. Cratoxylum neriifolium Kurz
7. Cratoxylum sumatranum (Jack) Blume